# ビーロボカブタック
『ビーロボ カブタック』は、1997年2月23日から1998年3月1日までテレビ朝日系列で、毎週日曜8時 - 8時30分（JST）に全52話が放送された、東映制作の特撮テレビドラマ、および作中に登場するロボットの名称。

## 概要
メタルヒーローシリーズの第16作目として数えられているが、本作品と次回作『テツワン探偵ロボタック』をメタルヒーローシリーズに含めないという見方も存在している（メタルヒーローシリーズ#概要を参照）。
前年までの『ビーファイター』シリーズと同様に、本作品でもカブトムシを主人公のモチーフにしているが、『がんばれ!!ロボコン』や東映不思議コメディーシリーズを彷彿させるコメディのニュアンスがプラスされたアクションドラマとなった。そのため、本作品の主軸となる「スターピース」を巡る争奪戦も、侵略者や犯罪者との直接的な戦闘ではなく、スポーツやクイズなど様々なジャンルでの「勝負」が展開されるというものになり、従来のメタルヒーローシリーズとは大きく趣を異にした作品となっている。本作品と、翌年放送の『ロボタック』がコメディ路線で作られたことが、次々作『燃えろ!!ロボコン』の制作に結果的に繋がった。
ビーロボのデザインを担当したプレックスのデザイナー・青木哲也によると、企画当初、本作品は前作『ビーファイターカブト』の後継企画『シーファイター』として提案されていたが、そのアイデアも立ち消えとなり、最終的に現在の形になったという。また元バンダイデザイナーの野中剛は、当時お笑いタレントによるバラエティ番組が人気であったことが影響しているとも証言している。さらに野中によれば番組開始前はバンダイの営業部門から商品力を信用されず、玩具の売れ行きが危惧されていたが、放送開始後はキャラクター人気が高まり、「スーパーチェンジシリーズ」が大ヒットになったという。前作『BFカブト』に登場したカブテリオスが好調だったため、番組中盤からは同様に巨大ロボット・ドデカブタックも登場した。
番組放送開始から四半世紀を迎えた2022年には、中華人民共和国(中国)の企業unbotが中国における本作品（中国版題名『铁甲小宝』）のIPビジネスを展開すると発表。プレスリリースによれば、中国では1998年から定期的に再放送が行われている本作品が根強い人気を獲得し、中国の動画共有サイト「bilibili」が行なった歴代特撮ランキングでは2020年、2021年の2年連続で8位となったという。2023年には中国市場限定のプラモデルの発売も発表となった。

## あらすじ
謎の物体スターピースを発見したロボット工学者・高円寺寅彦博士は、6年後のスターピースの力が最も高まる時に備え、スターピース探索のためビーロボを開発し、姿を消した。
その3年後、寅彦博士の孫である高円寺譲少年のもとに突然現れたビーロボカブタックは、スターピースを探すため高円寺家に居候することになる。
スターピースはへびつかい座を含む13星座に沿って13個存在し、あらゆる願いを叶えると共に、全部集めると素敵なことが起きると言われている。譲の友人や悪者になってしまったビーロボたちも巻き込み、スターピースの争奪戦が始まった。

## 登場人物

### ビーロボ
スターピース探索用に開発されたロボット。正式名称は「BEETLE Robot」で、「生体核エレクトロニクスおよび変形運動顕在化システム搭載ロボット」を意味する「Bio Elementary Electronic & Transform Locomotive Exhibition systemed Robot」の略。
高円寺寅彦博士が開発し、3年間の睡眠学習を経て活動を開始した。動物の特性を活かしたバイオチップを有し、人間のようにものを考え、自意識で活動し、言葉を話すこともできる。スイカや酒など、人間と同様の食物を摂取することが可能で、時には腹を壊す描写もあった。普段はエネルギーの消費を抑えた省エネ形態のノーマルモードで活動し、スーパーチェンジの掛け声により、性能向上形態のスーパーモードに変形する。
- ビーロボの変形シーンなどでは、特撮を担当した特撮研究所が導入したデジタル合成システムを駆使し、同時期の『電磁戦隊メガレンジャー』と同じくコンピュータグラフィックスやデジタル合成を多用している[15]。

開発された順番と作中での登場順（および立ち位置）とは必ずしも一致しないが、本節においては開発順での記載とする。

カブタック
カブトムシ型バイオチップを持つ1号機。スーパーモード継続時間は3分。
少々ドジで慌て者だが、勇気と努力は人一倍。カブトムシがモチーフだけあって、スイカが好物で、木の上にいると落ち着く。寝る時は柱にしがみついて寝る。
高円寺家に居候している身だが、他のビーロボと違って定職に就いておらず、第38話では働いている皆を羨ましがり、自身も働こうとしたものの、失敗の連続で追い出されてしまった。
ノーマルモード時は甲高く可愛らしい口調で、語尾に「カブ」を付けて喋るが、スーパーモード時はシリアスなヒーロー口調に変わる。スーパーモード時の決め台詞は、「君の勇気がこの胸に、熱く響いてイイ感じ！ ビーロボの一番星・カブタック!!」。急ぐ場合は「ビーロボの一番星」のみになることもある。
最も初期のビーロボであるため、性能面などで他のビーロボに劣る部分があるが、他のビーロボには搭載されていない「ひらめき回路」によって奇策を思いついたり、譲との友情で結ばれた絆によって、時には絶大なパワーを発揮する。
変形は逆立ち形式で、手脚が逆ポジションとなる。
スーパーモード時には、ノーマルモードの頭部が分離・変形した短棒ビリットスティックを叩き付けて電撃を浴びせるビリットショックを得意とする。ビリットパワーを満タンにすれば、威力は向上。第10話ではカスケードンに投げつけて使用したが、通用しなかった。第30話の回想シーンでは、高円寺博士が模擬戦で戦闘不能になったコブランダーを必要以上に痛めつけるシャークラーをビリットスティックで鎮圧している。柔道においては、相手を持ち上げて地面に叩きつけるカブタック・スーパー一本背負いを使用。第28話でシャークラーに技を破られた後、第30話のプロレス対決では、デンデンローラーと譲の協力も得ての特訓で編み出したカブタック・スーパーダイナマイト一本背負いスペシャルでリベンジを果たした。
最終回では譲の友情コマンダーをスターマインドに破壊されたが、譲との友情が極限まで深まったことによって友情コマンダーなしでスーパーチェンジを遂げ、勝利をもたらした。エピローグにて、アフリカの砂漠に隠されているという銀河古文書の続編の発掘のため、他のビーロボたちと共に日本を離れた。
Vシネマ『テツワン探偵ロボタック&カブタック 不思議の国の大冒険』では考古学者として登場。友情コマンダーなしでスーパーチェンジしている。

ブットビカブタック
カブタックとトビマスカイがブットビフォーメーションで合体した形態。飛行能力が加わり、ジャンプ力も強化される。
ノーマルモード版は第15、41、42話、『クリスマス大決戦!!』に、スーパーモード版は第9・10話にそれぞれ登場。
- 元バンダイデザイナーの野中剛は、ブットビカブタックは他のロボットよりも有利になりすぎるため活躍させづらかったことを証言している。

ドリルットカブタック
カブタックがドリルットパーツを装着した形態。
頭部には強力なドリルカブドリル、手足にはキャタピラ、背中には高出力エンジンモグールタービンが装備され、巨大な岩をも粉々にすることができる。第23、27、36話で使用。第41話では、偽カブタックが装備。
スーパーモードで使用する際は、頭部のドリルが右腕に装備される。第24話と『クリスマス大決戦!!』で使用。後者では、ドリルを敵に叩きつけるカブタックファイナルクラッシュを必殺技として使用した。

ザブットカブタック
カブタックがザブットパーツを装着した形態。
頭部には魚雷ビリットミサイルを放つヘルメットザブットカブト、両腕にアクアブースター内蔵のマニピュレーター、足にヒレ、背中にはボンベが装備される。第30話と第32話で使用。第41話では、偽カブタックが装備。
スーパーモードで使用する際は、ヘルメットが右腕に装備される。第30話のみの使用であり、ザブットカブタックの姿からのスーパーチェンジだったため、通常とは異なる変形バンクが使われた。

クワジーロ
ミヤマクワガタ型バイオチップを持つ2号機。スーパーモード継続時間は5分。
「男は黙って…」と「くわっし」が口癖で、一人称は「おい（どん）」、語尾は「ごわす」など九州の方言を綯い交ぜに用いる。第1話では顔見せの登場であり、正式登場は次の第2話から。
気は優しくて力持ちのキャラクター。目覚めたばかりで途方に暮れているところを蔵之助に助けられ、以降、吉祥寺工務店に住み込むことになる。普段は吉祥寺工務店で大工仕事をしており、拾われた恩義からスターピース争奪戦より仕事を優先することもあった。先に目覚めて定職に就いていたこともあってか、カブタックに比べて落ち着いた部分が多く、兄貴分のような存在でもある。甘いものは苦手。
第25話では仕事中に知り合った少女・あかねの愛読書『ナナちゃんとふしぎなでんわ』のナナと電話をさせるため、第49話では工務店の親方にショベルカーをプレゼントするためにスターピースを手に入れようとしたが、第25話では入手したもののモドキであり、第49話では人工衛星の墜落を阻止するために願いを断念した。あかねとの交友関係は第25話以降も続いているようで、バレンタインデーには本命チョコを貰っている。
第38話のスターピース争奪戦では、カブタックとの一騎打ちを展開。互角の勝負を繰り広げたが、強制勤労のせいで疲労している蔵之助を気にした一瞬の隙を突かれて敗北している。
変形パターンは手脚が伸び、頭部がスライドしてスーパーモード時の頭部が出現する方式。
スーパーモードにおいては、剣と鋏を合わせたようなハサミックカッターを武器とし、持ち前のパワーを活かした肉弾戦も得意。
- ノーマルモードのスーツアクターを務めたおぐらとしひろは、オープニングの大工仕事のシーンでスーツの構造から鉋を引くことができず、木を細工して削ったが細い鉋屑しかでなかったことを証言している。

トビマスカイ
カブタックのサポートメカも兼ねた3号機。スーパーモード継続時間は7分。口癖は「飛びます！ 飛びます！」、語尾は「…です」。第9話から登場。
自力でスーパーチェンジできる初のビーロボ。さらにカブタックとブットビフォーメーションによる合体を行い、ブットビカブタックとなることで、カブタックに飛行能力を与える。スーパーモードの他にジェットモードを備える。
必要最低限のプログラムしかインプットされなかったため、性格は生意気で子供っぽい。カブタックと出会った当初は「ノーマルモードのカブタックがかっこ悪い」という理由からサポートすることを嫌がっていたが、大好きなテントリーナに説得され、次第にカブタックを認めていく。
第46話では未知のウイルスに感染して飛行能力が機能不全になってしまうが、やぎ座のスターピースの力で回復した。
ビーロボであることはコブランダーやシャークラー、テントリーナでさえ知らず、本人も明かさずにいたが、シャークラーが第28話でビーロボ3号機を騙ったことから、次の29話で自分もビーロボであることを打ち明けた。
ビーロボの中では唯一バイオチップのモチーフが不明である。

ガニラン
カブトガニ型バイオチップを持つ4号機。スーパーモード継続時間は9分。
睡眠学習カプセルで眠っている最中、工事作業員に掘り起こされ、睡眠学習が不完全な状態で人間社会を彷徨ううちに人間社会の歪みの部分に侵されていき、やがて似た境遇のコブランダー、スパイドンと出会い、行動を共にするようになった。スパイドンとは特に仲が良く、ガニスパコンピを自称する。
酒好きで乱暴な男性と共に暮らしていた影響から、大の酒好きにして乱暴者と化した。コブランダーやスパイドンに比べて短絡的で、ドジを踏みやすいため、スターピース争奪戦では真っ先に脱落することが多い。
第19話では、入浴を3ヵ月怠っていたことをコブランダーに叱られ、万引きしたシャンプーで身体を洗い始めるが、そのシャンプーにスターピースが取り付き、女性を綺麗にするスーパーシャンプーに変化したことから、それを使ってハーレムを築く。コブランダーとスパイドン相手にも調子に乗るが、譲と蔵之助の手でシャンプーに毛生え薬を入れられたことから、女性たちの怒りを買い、ハーレムは崩壊した。
第44話では、コブランダーとケンカしてチームを脱退。シャークラーの舎弟になったが、コブランダーが危篤になったことを知ると、スパイドンの説得もあって、コブランダーと和解した。
変形パターンは、手脚が伸び頭部が現れる方式。
ブーメランと鎌を合わせたような武器ガニブーメランはノーマルモードでも使用可能。ハサミの手を閉じて、グローブ状にした状態から相手に打ち付けるガニパンチを得意技としている。

スパイドン
ジョロウグモ型バイオチップを持つ5号機。スーパーモード継続時間は11分。
関西の高利貸しに拾われた影響から、関西弁で喋る。コブランダー、ガニランと同じく、睡眠学習が不完全な状態で人間社会を彷徨い、人間社会の歪みの部分に侵されたが、2人のように過去のトラウマが回想で描かれることはなかった。
金勘定が得意な守銭奴だが、普段手にするのが小銭ばかりなことから、大金を持つと緊張して手が震え、計算ができなくなってしまう。
第20話では、小金井の策謀でガニランとケンカし、チームを脱退。カブタックの仲間になり、ガニランを倒すが、自分たちの友情が利用されていたことを知ると、かに座のスターピースの力でガニランの傷を治し、和解した。
スーパーチェンジ時には天井からぶら下がり、カブタック同様上下逆になって変形する。
両腕からくもの糸を放って相手の動きを封じる他、スーパーモードでは4つの爪が付いた錨クローアンカーを使用。肉弾戦においてはスパイドン唐竹割りというチョップ技も使用する。第20話で小金井の策に嵌り、ガニランへの恨みを募らせた際には、戦闘力が通常よりも上がっていた。

ダンゴロン
ダンゴムシ型バイオチップを持つ6号機。スーパーモード継続時間は13分。スーパーモード時の決め台詞は「あなたの陰に、ダンゴロン！」。第16話から登場。
侍口調で喋り、一人称は「拙者」、語尾は「ござる」。好物は団子で、特に餡子の付いた串団子を好む。
1997年6月6日午前6時6分6秒に睡眠学習カプセルが事故に遭い、睡眠学習が99%の段階で目覚めてしまった。その影響で敵味方の区別がつかず、カブタックチームに入るかコブランダーチームに入るかで取り合いになり、「どちらのチームがより美味しく団子を食べる姿をダンゴロンに見せるか」という対決で決めることになったものの、団子好きの美樹が割り込んで美味しく団子を食べたのを見て感激し、美樹の仲間になると宣言。どちらのチームにも入らなかった。だが、睡眠学習が不十分なために女性の顔の区別ができず、他の女性を見かける度に「美樹さん！ 美樹さん！」と叫んで近寄っては逃げられ、美樹本人を見つけても「美樹さん……ではなかった！」と言ってしまう。そういう失敗をする度に修行に出ているが、成果は芳しくない。
生真面目な性格で正義感も強いが、独り善がりなところがある。友情コマンダーを持つパートナーがいなければスーパーモードになれないカブタックとクワジーロを「1人でスーパーモードになれない半人前」と称し、特にカブタックを見下していたが、次第に認識を改めていく。
単独でスターピース集めを行い、場合によってはカブタックチームと共闘することもあるが、第20話ではカブタックチームに付いたスパイドンに代わってコブランダー、ガニランと組み、第35話でのビーロボ運動会でも数合わせによりコブランダーチームおよびシャークラーと共に紅組に属した。ビーロボ運動会では紅組代表として白組代表のカブタックと共に開会式の選手宣誓も担当。
シャークラーに誑かされ、彼と手を組んでいたこともあったが、第31話でトンデモジョーズを使って綱引き対決に臨んだシャークラーを「卑怯」とみなしたことから決別。第42話で体内のスターピースを奪われそうになったことで完全に敵対するようになり、それに対し、身の危険を顧みずに自分の危機を救って「仲間を助けるのは当然」と答えたカブタックの心意気に打たれて仲間と認め、スターピース争奪戦後に腹に保管していたさそり座のスターピースを手渡した。
スーパーモードへの変形パターンは胴体部の中が展開する、いわゆるガワ変形。第3の形態として、車輪型のホイールモードを備えており、高速移動に適している。
武器は両腕に装備している皿型のダンゴソーサー。飛び道具として使うことも可能で、第51話ではトンデモジョーズのフィンブレードを落とした。

ゲロタン
カエル型バイオチップを持つ7号機。スーパーモード継続時間は13分。第22話から登場。
結論優先回路が内蔵されており、「結論から言おう」が口癖。稀に、語尾に「…のだ」「ケロ」を付けて喋る。コブランダー一味やシャークラーの悪巧みを逸早く見抜くなど、冷静沈着で理論的な性格だが、言いたいことをズバズバ言い過ぎて呆れられることもある。睡眠学習カプセルは八ヶ岳に設置され、睡眠学習を終えてから1ヵ月後、八ヶ岳で川に落ちてしまった譲を助けた後、カブタックチームに加わり、やがてはリーダー的存在になっていく。
スターピースの研究を続けており、ビーロボの中では最もスターピースに関する知識が豊富。そのために高円寺博士の信頼も篤く、カブタックのパワーアップパーツを預かっていた。また、自然を愛しているため、生態系や環境が破壊されかねない行動はすぐに咎める。
カエルのバイオチップを持つために冬眠する他、天敵であるヘビが苦手で、コブランダーにも脅えていたが、ニョロニョロくんと名付けたヘビたちと生活することによって克服している。
スーパーチェンジ時には、上下逆になり、後部ブロックタービンがスーパーモードの足になり、ノーマルモード時の手は折り畳まれ収納されてからノーマルモード時の頭部と共に背中に回る。
オタマジャクシ型探索メカジャクシーを2匹腹部に収めており、連続発射のジャクシーボンバーの際には口から放つ。後部ブロックタービンから発するウォータージェットは水中での推進力だけでなく、消火や攻撃にも使用可能であり、ノーマルモードでは口から、スーパーモードではガニラン並みのサイドステップをしながら手から放つ。

コブランダー
コブラ型バイオチップを持つ8号機。スーパーモード継続時間は13分。
睡眠学習が不完全なまま目覚め、人間社会の歪みに侵されたことから、スターピースの力で世界を支配しようと企むようになってしまった。同じ境遇のガニランとスパイドンを仲間に加え、2人からは「コブランダーの兄貴」と慕われている。自称「悪の貴公子」「悪のヒーロー」「最強のビーロボ」。
不良気質で目的のためには卑怯な手も使うが、スターピース争奪戦に備えて特訓や研究を行ったり、食い逃げで捕まったガニランとスパイドンを助けるために代金を倍にして支払ったり、「心は汚れていても身体だけは清潔にしてこそ、真の悪党」という持論を持つなど、真面目な面も見られる。ドジな子分2人を叱ることが多いが、自身も詰めが甘く、失敗や騒動の原因になりがちである。ヘビの仲間であるコブラのバイオチップを持つために冬眠し、ヘビの天敵であるマングースに似たネコが苦手。
貧乏で困窮中なため、バスケットシューズのコピー商品「エア・ジョーク」の販売、スーパー仕掛け網を使った魚の密猟と焼き魚の販売、スーパー携帯電話を使った電話サービス、インチキダイエット器具「スーパーチェンジヤセール」の販売、チリ紙交換、映画のエキストラ、福引券集めを目的とした家事代行、節分用の豆の販売と、様々な職を転々としている。物語が進むにつれて野望よりも目先の生活を重視するようになり、「福引きの景品のカップラーメン1年分が欲しい」という執念だけでカブタックに勝利したこともあった。
アパート住まいだが、家賃が払えずに夜逃げを繰り返しており、第9話では家賃を3ヵ月も溜め込んでいた。一時期、閉鎖された銭湯に無断で住んでいたこともある。
未亡人と親しい仲になっていたこともあり、自分がロボットであることを理由にプロポーズを躊躇っていたが、その未亡人の息子・一平に「ママはおじちゃん（コブランダー）のことが好きだって言ってた」と言われてプロポーズを決意する。しかし、未亡人が別の男性と同居していて、さらに一平がその男性を「パパ」と呼ぶ光景を見てしまい、心に深い傷を負ってしまった。第30話ではシャークラー側に寝返ったガニランとスパイドンにこの出来事を暴露され、シャークラーにも嘲笑される屈辱を受けたことから、3人を見返すべくスターピース争奪戦でカブタックと共闘、勝利を収めた。
第50話では親しくなった弁当屋の娘国分寺 夢子（）（演：藤本恭子）から義理チョコを貰って自暴自棄になってしまうが、手違いで本命チョコと間違えて渡されたことを知って思い直す。またこの際、自分が捨てた義理チョコをカブタックが身を挺してトラックから守り、さらに説得されたことがきっかけでカブタックと和解した。
シャークラーとは同時期に開発され、共にテストしている。その過程で彼に叩きのめされた経験から、ビーロボの中でもテントリーナと同じく、シャークラーの危険性を理解していた。第51話ではシャークラーから「キャプテントンボーグの正体は高円寺博士で、そのため孫の譲とそれに味方するカブタックを勝たせていた」と聞かされ、シャークラーと結託してトンボーグを捕まえるが、トンボーグに巻き付けたロープを介してトンデモジョーズから電撃を浴びせるシャークラーを見て自身の過ちに気づき、子分たちと共にトンボーグを助ける道を選ぶ。
最終回のエピローグでアフリカ行きの話が出た時には、「今までさんざん迷惑をかけた罪滅ぼしがしたい」と最初に行くことを表明した。
変形パターンはクワジーロ、ガニランと同じく、手脚が伸び、頭部が現れる方式。
ノーマルモードの尻尾が変形した鞭コブラビュートはノーマルモードでも使用可能であり、背中の装甲で飛び道具を弾き返すコブラ返しという防御技も持つ。ノーマルモードではガニランとスパイドンへのお仕置きとして、ハリセンを武器にすることが多い。第50話ではスターピースが義理チョコの包装紙に取り付いて生まれたチョコ天使を捕まえるため、全身を発光させながら高速で走行する技を披露。同話のラブレター対決で夢子のために地面にラブレターを書いた際も、同様の能力を用いている。

シャークラー
サメ型バイオチップを持つ9号機。スーパーモード継続時間は15分。第28話から登場。
表向きには慇懃な態度を取っているが、その裏には冷酷で腹黒く計算高い本性を持つ。一人称は「自分」または「俺」、語尾は「…っす」。
最強のビーロボとして作られたため、ノーマルモードでもクワジーロ（スーパーモード）に匹敵するパワーとダンゴロン（ホイールモード）以上の走力を誇る。さらにガニランよりも酒に強く、スパイドンよりも金勘定に長けるが、高円寺博士の下手な歌声がトラウマになったせいで、歌だけは苦手という弱点がある。
知能も高いが、それゆえに人間社会の歪みを学習しすぎてしまった。その結果邪悪な自我を持ち、生みの親の高円寺博士にも襲いかかったため、カプセルに封印される。しかし後年、カプセルが安置されていた洞窟にダンゴロンが偶然立ち入ったことで復活を果たした。
私生活については、第30話で自室と相当の金を持っていることが描かれ、第38話では自分の会社で株ビジネスをしていることが判明。バレンタインデーには自社の秘書や社員から大量の本命チョコを貰っている。
第三勢力としてカブタックチームやコブランダー一味を大いに苦しめるも、スターピース争奪戦ではカブタックの計算を超えたガッツや自身の慢心などの理由で敗れることの方が多かった。
基本的には単独で活動するが、第28、29話ではダンゴロン、第30、31話ではガニランとスパイドン、第35話では数合わせでコブランダーチームおよびダンゴロンと同じチーム（紅組）を組み、第40話では正寅、第44話ではガニラン、第46、51話ではコブランダーチームと結託。第40話では打倒カブタックのため、クワジーロ、テントリーナ、ゲロタンを懐柔しようとしたが、いずれも失敗。
封印されたこと以上に、高円寺博士を攻撃した際に自分の額に傷を付けられたため、博士を恨んでいたが、第51話でそれを知ったカブタックがへびつかい座のスターピースに願ったことで傷が消え、カブタックの思いやりに心を打たれて改心した。
変形パターンはクワジーロ式をより捻ったもの（コブンザメや、手足の回転）。
よく巨大な歯ブラシシャーブラシで自分の歯を磨いており、スーパーモードでは背中に装備している鮫型サポートメカのコブンザメ（ノーマルモード時の頭部）の背びれ部分が変形した剣フカヒレイザーを振るう。コブンザメの口からは魚雷を発射することも可能。また、ノーマルモード時にトンデモジョーズを操縦する際には、サメガネというゴーグルを着用することが多い。
『クリスマス大決戦!!』ではカブタックたちと共闘はしなかったが、「他のビーロボが自分以外の者に倒されるのは我慢ならない」という理由から津田沼の司令室に姿を現し、津田沼から友情コマンダーを奪い返して檻の中の譲に返却、カブタックをスーパーチェンジさせる。カブタックたちが司令室に現れた際にはすでに姿を消しており、エピローグではラーメン屋台にいた。
コブランダーたちと異なり、スターピースを集めて何をしたかったのかは明かされなかった。

テントリーナ
唯一の女性型ビーロボで、テントウムシ型バイオチップを持つ10号機。バストサイズはBカップ。
シャークラーの戦闘力があまりにも強大すぎたため、その反省から戦闘能力を持たずに設計された。常にスーパーモードでいられる最新型だが、そのためにエネルギー消費が激しく、さまざまなアルバイトでエネルギー費用を稼いでいる。吸い込むように一気に大量の梅干しやみたらし団子を食べたこともあった。
ビーロボのマドンナ的存在であり、しっかり者だが、女性ならではのしたたかさやドジな面も持ち合わせている。第37話ではダイエットで萎んだ胸を元に戻すため、前話で譲が入手したふたご座のスターピースを奪い勝手に使用するが、これがキャプテントンボーグの逆鱗に触れてしまい、1回限りであるものの、スターピースを得ても彼女が使用することを禁じる処罰を受けた。第49話では当時妊娠休業中の安室奈美恵に代わって芸能界のスターになるためにスターピースを手に入れようとしたが、人工衛星の墜落を阻止するために願いを断念した。
小百合とは友人で、彼女と同じマンションに住んでいる。
武器のリーナステッキにはスーパーモードのビーロボをノーマルモードに戻す機能があるが、自身の戦闘能力の低さから使用されたのは第3話と『クリスマス大決戦!!』の2回のみとなった。また、戦闘能力は低いが、運動性は高く、第23話のテニス対決と第46話の野球対決では目覚ましい活躍を見せた。
- 玩具「スーパーチェンジシリーズ」では、トビマスカイとのセットで発売された。野中は、単品では苦戦が予想されるため、カブタックの強化パーツとなるトビマスカイと合わせることで「絶対に欲しい商材」へ強化したと述べている。

### その他のロボット
デンデンローラー
カタツムリのバイオチップを持つ一輪バイク。江戸っ子口調で喋り、走行時には「デンデンデンデン、デケデンデン！」と掛け声を発する。第4話から登場。
カブタック用のサポートメカであり、ナビゲーションシステムで日本中どこへでも行ける。タイヤのデンデンラジアルでどんなところでも走行可能で、逆さまに走ることもできる。スーパーモードのカブタックが乗り込むと自身の性能も向上。
カブタック以外も搭乗可能で、第10話では蔵之助を乗せて、彼の亡き友人・透の家に向かい、第25話ではあかねを乗せて、彼女を病院に搬送している。
第31話の綱引き対決と最終回の雪上ラグビー対決では自身も参加した。
第21話ではアジサイに恋をしたが、アジサイはてるてる坊主が好きだったために失恋に終わっている。

キャプテントンボーグ
トンボ型の審判ロボ。
スターピース争奪戦が起こった時、突如として現れ、審判として様々なスポーツやゲームで競わせる。急に現れて勝手に場を仕切るため、常にカブタックチーム、コブランダーチームの双方から「また現れた」「あのオッサン」などと呼ばれている。スターピース争奪戦以外でも審判をすることがあるが、不良中学生の喧嘩の審判を務めようとして、逆に叩きのめされたりもした。
トンボ型のキャプテンスティックというハンドマイクを持ち、胸には得点盤キャプテンボード、左腕にはゴングが装備されている。
勝負を始める際には、トーセンボという4機のトンボ型メカが現れて、コーナーポストとなり、対決用の空間を形成。勝負が終わるまで空間から出ることはできず、ボクシングやプロレスで戦う場合はそのままリングになる。第13話からは、あらゆる競技が書かれたキャプテンルーレットにダーツを投げ、ダーツが当たった箇所に書かれている競技を行うようになった。
あくまでも審判ゆえに自身が戦うことはないが、ルールを破る者には上空から落とす巨大な鉄拳で相手を地面にめり込ませるキャプテンゴッドハンドや天候操作のキャプテンカタストロフといった超パワーで制裁を加える。また、スターピースが取り付いた物体が逃げるのを防ぐための檻を出したり、壊れた物体を元に戻すなどの超能力も持っている。スターピース争奪戦の決着がついたら、勝負に負けた側を「敗者、退場!!」の掛け声と共にどこかに転送し、自分は高笑いと共に走り去るのがお約束。第47話のラストシーンでは、去り際に「受験生の諸君、くれぐれも裏口入学しないように」と受験生の視聴者へメッセージを送った。
厳格な審判ではあるが、情に流されたり、不正を見逃したり、どさくさに紛れて美味しいところを横取ろうとするなど、気まぐれかつ自分勝手な性格でもある。とはいえ、参加者たちの成長を促したり、名勝負を見せた彼らに礼を言うなど、どこか憎めない味のある人物。作業員や虚無僧などに変装して現れたり、銅像の中から出てきたりと、奇抜な登場をすることが多い。好物はカレーライス。好きな歌手はPUFFY。座右の銘は「I am the rule」。
自分のイニシャルを小百合に指摘されるまで「K・T」だと思っていた（正しくはC・T）が、正しいイニシャルを知った後も以前の習慣でK・Tと書く癖が付いてしまっている。このイニシャルの件から、譲たちに高円寺博士が変装した姿ではないかと疑われたこともあり、最後のスターピース争奪戦では「とれない」ことに悩んでいたことから、ますます高円寺博士正体説が強まったが、最終回において博士とは別人だったことが判明。結局、その正体は謎のまま終わってしまった。
登場する際の決め台詞は「ひとーつ、ひいきは絶対せずに！ ふたーつ、不正は見逃さず！ みっつ、見事にジャッジする！ 審判ロボ・キャプテントンボーグ、ただいま見参!! この勝負、私が預かる！」。制裁を加える際には、「よっつ、容赦はせずに制裁だ!!」を口にする。スターピースモドキが取り付いたキャプテンスティックに台詞を取られたこともあった。
トンデモジョーズに自身の制裁攻撃が通用しなかったことで審判ロボとしての未熟さを痛感し、修行に励んだ結果、体色が赤に変化し、トンデモジョーズも退場させるほどのパワーアップを果たす。
- 玩具は「スーパーチェンジシリーズ」のキャンペーン用懸賞品として前半の青トンボバージョンが商品化され、トーセンボとサウンドギミックを積んだバトルリング、キャプテンルーレットが付属した。トンボーグ本人にはキャプテンスティックを持たせられる他に、胸の得点盤の数字が背部レバーで変わるギミックがある。番組終盤では仕様変更の上一般販売も行われており、トンボーグは後半の赤トンボバージョンへと変更され、付属品もトーセンボのみとなった。キャプテンスティックはなりきり玩具としても発売された。キャンペーンの成功により、翌年は次作『テツワン探偵ロボタック』のみならず、スーパー戦隊シリーズ『星獣戦隊ギンガマン』でも同様のキャンペーンが展開された。
- 脚本を担当した西園悟によれば、企画当初の西園が参加した時点ではキャプテントンボーグに相当する審判役となるキャラクターは存在しておらず、西園が企画書を執筆する際に追加した審判役となる「変なおじさん」がトンボーグの原型になったと自身のホームページにて証言している。

### 朝日町の住人
朝日町の住民の苗字は、中央本線（旅客案内では「中央線」と呼ばれる範囲）の駅名から取られている。
高円寺 譲（）
本作品の人間側の主人公。カブタックの親友兼パートナーであり、高円寺博士の孫。9歳→10歳。1987年12月24日生まれのA型。朝日小学校の3年3組に転入し、第8話から進級して4年1組の生徒になる。2学期からは理科係をすることになったが、文系の父親に似たため、本人としては不満。
運動神経も成績も良くはなく、歌うのも苦手だが、ガッツは人一倍。スターピースを巡る冒険で成長していく。
クラスメートの立川 愛（）に淡い好意を抱いたのも束の間、彼女がオーストラリアに引っ越すことを知ると、自力で入手したおうし座のスターピースの力で「東京の星空を見たい」という愛の望みを叶え、彼女に頬キスをしてもらった。その後、愛とは文通しており、バレンタインデーには彼女から本命チョコを貰っている。

吉祥寺 蔵之助（）
吉祥寺工務店の副社長吉祥寺 龍之介（）の息子で、クワジーロの親友兼パートナー。11歳。
誰に対しても優しい性格で、蔵之助に助けてもらった恩があるクワジーロは彼を「男の中の男」と評価している。「ミスター朝日小」、略して「ミスター」という愛称を持ち、スポーツ・学業・人格全て優秀だが、少々天然ボケ気味。また、「メークドラマ」「メークミラクル」といった言葉をよく口にし、精神論で押し切ろうとするところがある。中学はサッカーの名門・翼中を受験。北海道と沖縄にいとこがいる。
物語の始まる6年前、幼稚園児のころに朝日町に引っ越してきた。引っ越してきた当時は友達を作れずにいたが、後に日野透という友人ができて、彼が所持しているヒーローマンとカスケードンのソフビ人形で毎日遊んでいたが、透を交通事故で喪ってしまう。透の形見のカスケードン人形が本物のスターピースの力で本当の怪獣になった事件において、カスケードンの唯一の弱点である「ヒーローマンのヒーローマンパンチ」を思い出し、カブタックにヒーローマン人形を貸したことで事件を解決。事件後、手に入れたおひつじ座のスターピースで透を生き返らせるようカブタックたちに勧められたが、「天国から無理に呼び戻されても、透くんは喜ばない」と拒否して、カスケードンに壊された街を元に戻すために使った。
- モデルは長嶋茂雄。イラストレーターの香坂真帆は人の名前を覚えない点に関しては「そのもの」と評した。

三鷹 小百合（）
朝日小学校3年3組→4年1組の生徒で譲や蔵之助の友達。9歳。第2話から登場。
テントリーナとは同じマンションの隣人同士で、光夫という弟がおり、「バース」という名前のネコも飼っている。サバサバとした性格の持ち主で、料理が得意だが、成績は譲同様あまり良くない。うまい軒のラーメンが好きで、屋台のころから弟と共に良くしてくれた思い出と真心がこもった味、というのがその理由。
最終回の対決には参加せず、麗香や明たちと共にビーロボチームを応援した。

高円寺 寅彦（）
譲の父方の祖父。57歳。
ロボット工学の天才で、人間同様の自我を持って行動する高円寺式ロボットを造ってあちこちに売り込み、朝日町の各所にもそういった多くの高円寺式ロボットが日常生活に溶け込んでいる。
銀河古文書を解読し、スターピースを集めるためにビーロボを作った。譲やビーロボからは慕われている一方、息子の正寅と義娘の円からは「変人」と呼ばれて嫌われている。歌好きだが、かなりの音痴。
良くも悪くもその行動には脈絡がなく、トラブルの元になりやすい。譲のために、夢を持つことの大切さを嘘の予言書という形で記した「後の祭」という本を作ったが、本の巻末に記したメッセージを読む前に譲が誤解したことから騒動になったこともあった。
以前、譲を驚かそうとゴリラの覆面を被ったところ取れなくなったため、円に外してもらったこともあり、これが「実はキャプテントンボーグに変装しているのではないか」という説の根拠にされたりもしたが、本人はトンボーグとは一切面識がなく、最終回で初めて対面した際に「赤い縞々ロボット」と呼んだ。
終盤までスターピースの謎の続きが書かれた石板を探して世界中を巡っていたため、出番の多くが回想シーンであり、第29話にて立体映像や回想シーン以外で初めて登場した。
黄緑色のコートとヘッドバンド、タイツがトレードマーク。
- 衣装は志茂田の「いろんなロボットを作る博士だから、そこいらにいくらもいるおじさんおじいさんじゃ子供に夢を与えられない」という発想によるもので、「奇抜でインパクトのある自身のファッション＋夢・ロマン」というコンセプト。

高円寺 正寅（）
譲の父親で高円寺博士の息子。35歳。
会社員でゴルフが趣味。妻の円とは今でもアツアツの関係だが、気が弱く誰に対しても頭が上がらない性格のため、基本的には尻に敷かれている。そのせいか普段は頼りない人物に見られがちだが家族を想う気持ちは誰よりも強く、家族が窮地に立たされた際には目上の人間に対しても臆せず啖呵を切る気概を見せるなど、土壇場で本領を発揮するタイプの人。父を嫌い、彼が造ったカブタックを厄介者扱いしながらも妻よりは寛容に接し、家族として受け入れていく。
ストレス発散のため、家族に内緒でロックバンドを組んでいて、ボーカルを担当している。バンドでの名前は「タイガー」。バンド活動自体は高校のころから行っており、その当時はプロデビューも目指していた。しかし、破天荒な性格で家族に迷惑をかけ続ける父に反発する形で、真っ当なサラリーマンとしての道を選択、正寅自身も家族のことを第一に考える人間になったという。
第40話では、ゴルフクラブ目当てにシャークラーと組んで、スターピース争奪戦に初参加・初勝利。スターピースはモドキだったが、約束通り、ゴルフクラブを手に入れた。

高円寺 円（）
譲の母親。35歳。旧姓は落合。
夫と同様に高円寺博士を嫌っており、「お爺ちゃん」とは呼ぶものの、愛称というより敬遠するための蔑称に近い。カブタックやデンデンローラーのことも初見で「ガラクタ」と呼び、厄介者扱いしたが、根っから嫌っているわけでもない様子。夫を尻に敷くほど気が強く口も悪いが、本気で怒られたり逆らわれると途端に弱気になる。
幼少時、節分で鬼役の人（正体は祖父）に追い回され、その恐怖に泣き叫んだことがトラウマになっているため、節分の季節になると凶暴化して、少しでも鬼を連想させる者を見ると誰彼構わず容赦なく豆をぶつけてしまう悪癖を持つ。学生時代の成績は息子と同等か、それ以上に悪かった。

小金井 太郎（）
骨董品屋「阿弥陀屋」の店主。45歳。第2話から登場。
鑑定士でもあり、作中番組『ズバリ！ お宝鑑定局』にも出演している。そのため周囲からは人格者として見られているが、本性は母親譲りのとてつもなく強欲な性格で、「叩いて叩いて安く買い、手段を選ばず高く売る」が信条の悪徳商人という裏の顔を持つ。スターピースで金を稼ごうと悪巧みをし、度々コブランダー一味とつるむが、その度に失敗を繰り返し、勝利してもスターピースモドキを掴まされる。
第50話でスターピース騒動のどさくさによる巻き添えで店と骨董品の大半を焼失。さらに運悪く『ズバリ！ お宝鑑定局』も打ち切りが決まり、その後はゴミ捨て場から拾ってきた骨董品とは名ばかりのガラクタで仮店舗を開くまでに落ちぶれてしまう。最終回のエンディングでは、ゴミ捨て場から仏像を拾っていた。
第34話で明かされた実家の住所は「翼鱶（）県・翼罵詈（）群・剛抑（）町・字沃棒78-3」、郵便番号は「002-24」、電話番号は「0800-51-780」。
第45話でカブタックたちがタイムスリップした江戸時代の花咲かず沼の村の村長は、外見・中身いずれも小金井とそっくりだった。

荻窪 明（）
蔵之助のライバル。11歳。第2、24、47、52話に登場。
プライドが高く、理屈屋で傲慢なところも見られる。第2話ではコブランダーチームと組んでのPK戦、第24話では磯釣りで蔵之助と対決するも勝てなかったが、第47話でのクイズ対決で悲願の勝利を果たし、蔵之助の励ましを受けて志望校の襟糸中学を受験する決意を固める。クイズ対決以降、蔵之助と和解したことで性格も丸くなった。
両親との3人家族であり、父親は正寅が勤めている会社の取引先の専務。明の傲慢さは父親譲りであり、接待とはいえ、口の悪さで正寅に威張り散らした上、帰りの車内で息子が「自分が蔵之助との磯釣り対決で負けた理由は網係の譲がもたもたしていたからだ」と譲を責め立てたのを鵜呑みにして、正寅に責任のない譲を土下座させるよう命じるが、逆に正寅を怒らせてしまう。その場では正寅を脅して別れたが、その日のうちに自身の会社が倒産し、以降は夫婦で内職をして生計を立てるようになった。最終回では小百合、麗香らと共にビーロボチームを応援した。エンディングでは蔵之助と一緒に登校している。
- 演者の石井は本作品の放送期間中に子役を辞めていたものの、第2話での出演の繋がりから番組終盤まで引き続き出演している。

大久保 麗香（）
小百合のライバル。13歳。第3、22、23、31、43、52話に登場。
とても悪い意味で存在感のある「お嬢様グループ」のリーダー格で、高慢かつ慇懃無礼な独善主義者。自分より上に立つ相手にはありとあらゆる嫌がらせを平気で行い、また勝つためなら様々な妨害も辞さない悪辣さを持っている。その性格からコブランダーと何度もつるんだ。泳ぎが苦手。
麗香自身は大久保家の末子であり、2人の姉がいる。しかし、性格は姉妹揃ってほぼ同じ。多くの部下を従えているが、ほとんど名前を呼ばれておらず、名前があるのは、執事の豊田だけだった。
最終回では小百合、明らと共にビーロボチームを応援した。エンディングでは小百合と談笑していたが、直後に口論を始める。
髪は当初はロングヘアだったが、第31話からショートヘアになった。

中野 美樹（）
朝日町をパトロールする婦警（巡査）。21歳。第5話から第27話、『クリスマス大決戦!!』に登場。
交通課に勤務しているが、そのことには不満を漏らしている。初登場時にカップ麺を潰された恨みからミニパトを乱暴に乗りまわしたりするなど何事にも行き当たりばったりな上に、都合が悪くなれば「笑って許して」と勝手に有耶無耶にしようとするなど、いい加減で傍若無人な性格。
団子が大好物であるためダンゴロンに気に入られているが、ダンゴロンは女性の顔の見分けがつかないため無視されることも多い。
第48話で「畑仕事がしたい」という理由から警察を退職し、田舎に帰ってしまったことが、AP717の口から語られた。

AP717
美樹とコンビを組んで朝日町をパトロールする婦警型ロボット。第5話から第16話、第48話、『クリスマス大決戦!!』に登場。
美樹のいい加減さにはいつも手を焼かされているが、自身も融通の利かない性格をしており、言い争いが絶えない。
朝日町には彼女以外にも多くのロボットが働いており、第46話でトビマスカイが入院した病院の看護婦ロボットはAP717に酷似している。また次作『テツワン探偵ロボタック』第7話にも、AP717に酷似したロボットが登場している。

国立 準一郎（）
第36話に登場。朝日小学校の音楽教師だったが、テレビののど自慢番組で優勝したのをきっかけに歌手デビューが決定し、学校を退職した。カブタックそっくりの声を持つ。

## サポートメカ
ビーロボの活動をサポートする目的で作られたメカニック。
友情コマンダー（）
ビーロボのパートナー用アイテム。カブタック用の赤い友情コマンダーとクワジーロ用の緑の友情コマンダーがあり、カブタック用は譲、クワジーロ用は蔵之助が所持。パートナービーロボとの通信機能とスーパーチェンジ指令機能があり、通信機能はパートナー以外でも使えるが、スーパーチェンジ指令機能は友情で結ばれたパートナーでなければ反応しない。
赤い友情コマンダーは最終回でスターマインドに破壊されてしまった。
ドリルットパーツ
カブタックの地中戦力強化のために開発されたオプションパーツ。ゲロタンが高円寺博士から預かっており、第23話にて、球状カプセルに収められた状態でカブタックに渡された。
ザブットパーツ
カブタックの水中戦力強化のために開発されたオプションパーツ。カラーリングは水色。第29話で高円寺博士から言及されたが、預かっているゲロタンが忘れていたため、次の第30話で登場。ドリルットパーツ同様、最初は球状カプセルに収められていた。

カブタックドーム
カブタック用の基地。朝日町内のとある公園に配置されている。第5話から登場。
入り口は右側面にあり、左側面はデンデンローラーの発進スロープ、前面右ハッチはトビマスカイの発射台、前面左ハッチはカブタック用のシューターになる。カブトムシ型の角は中央部がメインレーダーで、左右のレーダーは分離して、トンボ型偵察メカのパトンボになる（劇中未使用）。欠片状態のスターピースをはめ込むための天球儀スターピースシェルターは第12話から使用されるようになった。第29話からは、シャークラーのスターピース強奪未遂を踏まえ、防犯装置も取り付けられた。
当初は高円寺秘密研究所建設予定地に偽装されていたが、デンデンローラーの記憶により、その全貌を見せた。

ドデカブタック
第31話にて、カブタックがトンデモジョーズに対抗するためにいて座のスターピースに願って誕生させた巨大ロボット。スーパーモードは第32話から登場。胸部にコクピットがあり、ハンドカバー型の操縦桿で操作を行う。操縦はノーマルモード時は右腕用、スーパーモード時は左腕用で行うことが多い。スーパーモード継続時間は3分。
誕生直後、トンデモジョーズのフィンブレード竜巻斬りで吹き飛ばされて、池の中に落ちてしまうが、スーパー釣り竿で引き上げられた。
カブタックの「ダブルスーパーチェンジ」の掛け声で、ノーマルモードからスーパーモードにチェンジする。変形はカブタックと同様、逆立ち形式。
ノーマルモードでは機体下部のタイヤを使って走行し、3段階に伸びるマニピュレーターで障害物を飛び越える。スーパーモードでは二足歩行を行い、スコップ型のビリットスコップとドデカシールドを武器とする。主な必殺技は、ビリットスコップを地面に突き立てて電撃を走らせる電撃爆走シュート、ビリットスコップを地面ではなく相手の体に突き立てて放つ電撃ファイナル爆走シュート、全身を回転させて強風を巻き起こすドデカトルネード、角の中央部から放つ閃光ドデカフラッシュ、角の二門の銃口やドデカシールドのナンデモノズルから放つ万能光線ドデカビームなど。ドデカパンチやスーパードデカ張り手といった肉弾戦での技も持つ。
呼び出しても役に立たなかった回もある。第34話ではトンデモジョーズとの戦闘中に木を倒してしまい、その弾みで転んだ譲がスターピースモドキの取り付いた漬物石を池に落としてしまい、第39話のだるまさんがころんだ対決では巨体が災いして動きを止められず、倒れた振動でバランスを崩した譲と蔵之助ともども失格となり、第43話の餅つき対決では早くつきすぎて、こね役のテントリーナと息が合わず、餅がドデカブタックに絡みついてしまった。第48話の鬼ごっこ対決では時間切れでノーマルモードに戻ってしまうも、そのおかげでトンデモジョーズが投げつけた檻を回避できた上、ドデカブタックを飛び越えて飛んでいった檻が木にぶつかった反動で戻ってきて、トンデモジョーズが逆に入れられたことで逆転勝利を収めた。また、第36話では楽器を運ぶために呼び出された。
登場の際のBGMは「展覧会の絵」。

トンデモジョーズ
第31話から登場。高円寺博士がさそり座のスターピースを入手した際、その力を試すため、「シャークラーを地上最強にする」という願いをかけて誕生させた巨大ロボット。初登場時、スパイドンは「ビーロボ用の究極のパワーアップメカ」と称した。操縦方法はドデカブタックと同じだが、乗り込む際には背中から乗り込み、操縦桿もドデカブタックとは逆にノーマルモード時は左腕用、スーパーモード時は右腕用を使うことが多い。
シャークラーと同じく、博士の手で封印され、シャークラーとは別の場所＝ゴミ捨て場に封印されていたが、シャークラーの依頼を受けたガニランとスパイドンによって捜索が行われ、2人から話を聞いたコブランダーが発見。コブランダーはシャークラーには渡さず、自分のものにしようとするが、操縦方法が分からなかったために使いこなせず、操作ミスでコクピット外に排出されてしまう。その後、本来の持ち主のシャークラーの手に渡った。
背中からコクピットにシャークラーを収容し、シャークラーの「ダブルスーパーチェンジ」の掛け声でノーマルモードからスーパーモードにチェンジする。
変形後はフィンブレード、ビームも発射できるジョーズシールド、ギザーヘッド（鋸状の鶏冠）を使用。必殺技は、ドデカブタックを吹き飛ばすほどの威力を持つフィンブレード竜巻斬り。自己修復機能も持つ。
第51話でドデカブタック（スーパーモード）の電撃ファイナル爆走シュートとドデカビームの連続攻撃を受けて大破した。
登場の際のBGMは「春の祭典」。

## スターピース
へびつかい座を含む黄道13星座になぞらえて13個存在する謎の物体。地球の誕生と同時期に宇宙から飛来し、6万年ごとに出現する。
最初は緑色・円形の板の状態で、様々な物に取り付き、その物の能力を強化（スーパー化）させる。取り付かれた物の中には、自我を持つ者や人語を解する者も存在する。
取り付いた物から剥がすと、板から緑色の球体に変化し、その者の願いをどんなことでも一度だけ叶えてくれる。ただし、「残りのスターピースを全て出してほしい」というような、スターピースに関する（特に入手・所在についての）願いは叶えられない。
願いを叶え終わった後のスターピースは、緑色の球体から星座マークの入った石板に変化する。これを13個揃えて球体状に組み上げると、人類に夢と希望を与えるような素晴らしいことが起きるとされていたが、実際には全く正反対であったことが最終回で判明した。
1997年に入ってから天体の運行の影響で活発化し、地上の様々な場所に出現するようになった。スターピース探索用ロボットであるビーロボがそれに合わせて活動を開始したことで、本作品の物語が始まる。
作中で登場するスターピースは12個だが、残りの1個であるさそり座のスターピースは物語開始前の段階で高円寺博士が手に入れており、その力でトンデモジョーズを出現させた後の石板はダンゴロンが保管していた。
スターピースには偽物とも言える「スターピースもどき」が存在する。これはスターピースが眠っていた際、周辺にあった石などがその影響を受け、スターピースに近い能力を持ったものである。物体をスーパー化させる能力はあるものの願いを叶える能力はなく、物体から剥がすと砂に変わってしまう。モドキゆえに時間経過でスーパー化させる力が衰えていくのも特性の一つである。
第21話と『クリスマス大決戦!!』には物体から剥がしてもすぐには砂に変わらない特殊なモドキが登場。第21話ではデンデンローラーが一目惚れしたアジサイから好きな人を聞き出すために使用し、『クリスマス大決戦!!』ではトンボーグがそのモドキを用いて、ブルービートとビーファイターカブトの人形を実体化させている。
スターマインド
全ての欠片が揃って完成したスターピースが変化した地球の神。
山伏のような格好をして、名古屋弁訛りで喋り、子供用のゾウ型じょうろを頭上に乗せて紐でくくりつけている。また、星型の顔をしたヒーロー風の姿・スターマインドSに変身できる。
地球の長い歴史を見ていくうちに、戦争や乱開発で環境を破壊し数多くの動物を絶滅させてきた人類に失望し、滅ぼすことを決意。カブタックと譲をモーリシャス島に転送して人類が犯した罪の歴史を教え、さらにこれまでのエピソードに登場したスターピース（本物・モドキ両方）に取り付いていた物の姿をした化身たちを暴れさせるが、全ビーロボチームとの雪上ラグビー対決で逆転負けしたことで計画を中止。彼らの友情に敬意を表し、6万年の眠りについた。
- デザインは河野成寛が担当。

## キャスト
主人公であるカブタックの声には、それまでアニメなどで活躍していた人気声優の草尾毅を起用。カブタックの声のみならず、主題歌や挿入歌の歌唱、さらには36話ではゲストという形で顔出しでの出演もしている。またその他のビーロボの声にも、中村大樹、橘ひかり、松本大、千葉繁など多彩な顔ぶれが揃えられている。野中は、ノーマルモードとスーパーモードで声を演じ分けられる声優を起用することでキャラクターの変化を声でも強調しており、また声優陣が作品にのってテンションを挙げていったことが作品の魅力につながったと述べている。一方で、このテンションが番組開始前に収録した玩具用の音声とは印象が変わってしまい、番組のノリを玩具に反映できなかったことを反省点として挙げている。
この他、『ウゴウゴルーガ』のルーガ役で知られた小出由華や、志茂田景樹、鈴木ヒロミツなどのレギュラー陣や、前述の草尾の他のゲストに、プロレスラーの安生洋二（30話）や、本作品でも挿入歌を手がけた宮内タカユキ（36話）といった面々が登場した。

### レギュラー・準レギュラー
- 高円寺譲：二見一樹
- 吉祥寺蔵之助：木村雅（第1-3、5、7-29、31-52話）
- 三鷹小百合：小出由華（第2-4、8-25、27、29、31-33、35-38、41-52話）
- 高円寺寅彦：志茂田景樹（第1、4、11、17-18、29-31、36、51-52話）
- 高円寺円：向井亜紀（第1、4-8、11-12、14、16-24、26-28、32、34-36、38-44、48-52話）
- 高円寺正寅：石井洋祐（第1、6-8、11、14、17-18、20-24、26、28、34-35、38-40、42、44、48、50-52話）
- 荻窪明：石井寧（第2、24、47、52話）
- 大久保麗香：井上碧（第3、22-23、31、43、52話）
- 中野美樹：国分佐智子（第5、10-13、16-17、27、48話）
- 譲と小百合の担任の先生：多田野曜平（第2、13、14、38話）
- 豊田：サード長嶋（第3、22、31話）
- 三鷹光夫：三觜要介（第3、13、15、18話）
- 小金井太郎：鈴木ヒロミツ（第2、4、7、9-10、13-16、18-21、25-26、31-35、38-46、48-52話）

### 声の出演
- カブタック：草尾毅[注釈 61]
- クワジーロ：中村大樹（第1-3、5、7-16、18-28、30-40、42-52話）
- テントリーナ：橘ひかり（第1-7、9-20、22-23、25、27-28、31-38、40-44、46-52話）
- デンデンローラー：矢尾一樹（第4-5、8-10、12、13、18、20-21、25、28-31、41、46、52話）
- トビマスカイ：木藤聡子（第9-10、14-15、20-21、28-29、35、41-42、46、52話）
- ダンゴロン：遠近孝一（第16-17、19-21、27-29、31、34-35、37-38、41-42、44-45、48、51-52話）
- ゲロタン：くまいもとこ（第22-24、26、29-30、32、34-41、44、46、48、51-52話）
- AP717：津野田なるみ（第5、10、12-13、16、48話）
- コブランダー：松本大（第1-28、30-52話）
- ガニラン：江川央生（第1-28、30-52話）
- スパイドン：茶風林（第1-28、30-52話）
- キャプテントンボーグ：郷里大輔
- シャークラー：千葉繁（第28-38、40-42、44、46-48、50-52話）

### ゲスト
- 運送屋の運転手（第1話）：篠田薫、宮本幸三
- スーパートラックの声（第1話）：中村大樹[要出典][注釈 62]
- うまい軒の店主（第3、13話）：網野あきら
- うまい軒の女将（第3話）：原田千枝子
- 麗香の部下（第3話）：山田ぶう
- 魚屋（第3話）：松山尚子
- 司会者（第4話）：水野友広
- 女子高生（第4話）：伊藤真知子
- 正寅のバンド仲間（第6話）：佐藤法義（ギター）、匠耕作（ベース）、作原利雄（ドラム）
- ライブハウスの店員、54歳の人当てクイズの2番の男性（第6話）：若林立夫
- 路上ギタリストの青年（第6話）：長谷川竜介
- 神主（第7話）：泉福之助
- 女の子（第7話）：山本晴菜、横田美涼
- スーパー郵便ポストの声（第8話）：桜井敏治
- 寅彦似の人（第8話）：志茂田景樹
- 円似の人（第8話）：向井亜紀
- 正寅似の人（第8話）：石井洋祐
- 配達員（第8話）：後藤康夫
- 男の子（第8話）：立川洋太、岩崎祐太、島田正直
- 借金取り（第8話）：田口敬、岡尾靖、青柳省吾
- 幼い頃の蔵之助（第10、33話）：小林輝
- 日野透の母（第10話）：新藤奈々子
- スーパー鯉のぼりの声（第11話）：松本大[要出典][注釈 62]
- スーパー掃除機の声（第12話）：津野田なるみ[要出典][注釈 62]
- 校長（第13話）：久保晶
- ガニランを拾った大酒飲み（第13話）：加地健太郎
- 作業員（第13話）：中村和彦、柳東史
- 中学生（第13話）：長谷川勝之、横尾建一
- 立川愛（第14話）：大塚露那
- 小金井にプロポーズされる女性（第14話）：松本吏葉子
- クラスの女の子（第14話）：佐藤多恵子
- スーパーじょうろの声（第14話）：橘ひかり[要出典][注釈 62]
- レポーター（第15話）：按田敬一
- 梅の家の店主（第16話）：山崎猛
- 和菓子屋（第16話）：田中孝雄
- 住職（第17話）：杉義一
- 美樹に間違われた人（第17話）：伊藤真知子、高橋弥生、あかぎあい
- 高校生（第17話）：田中裕久
- 主婦（第17話）：藤井樹里
- スーパー下駄箱の声（第17話）：松本大[要出典][注釈 62]
- レポーター（第18話）：観崎美和
- 居酒屋の店主（第18話）：楠見尚巳
- ガソリンスタンドの店員（第19話）：草野哲也
- 小百合の友達（第19話）：小林千恵、大西智美、松岡裕美、浅野舞、今野夢子
- 横断歩道の老婆（第20話）：藤あけみ
- 屋台の団子屋（第20話）：邱太郎
- ナオミ（スーパーマネキン）（第20話）：関誉枝恵（第20話）
- スーパーアジサイの声（第21話）：木藤聡子[要出典][注釈 62]
- 大久保麗奈（第22、23話）：幸田磨衣子
- 大久保麗子（第22、23話）：彩ひろこ
- スーパーキャンプファイヤーの声（第23話）：松本大[要出典][注釈 62]
- 荻窪専務（第24、47話）：小倉雄三
- あかね（第25話）：青島早紀
- あかねの母（第25話）：浅野富士子
- 医師（第25話）：高尾和男
- 行事（第25話）：佐々木正明
- 天国の神様（第25話）：蔵内秀樹
- 雷様（第25話）：荒川昌和
- 女子高生（第25話）：岸本由香里、高橋留美
- キャプテントンボーグが変装した女子高生（第25話）：IKUKO
- 幽霊（第26話）：長田江身子
- スイカ好きの女幽霊をバカにした女幽霊（第26話）：山梨ハナ、渡部るみ、浅川和恵
- コルレオーネ蒲田（第27話）：剛州
- ペペロンチーノ大森（第27話）：信太昌之
- 一平の母（第30話）：島田律子
- 一平（第30話）：伊藤公紀
- ポップコーン屋（第30話）：安生洋二
- 芸者（第30話）：二階堂美由紀、いしかわいし
- スーパービート板の声（第31話）：江川央生[要出典][注釈 62]
- TV司会者（第32話）：岡田洋子
- 蔵之助の知り合いのクレーン運転士（第32話）：佐門大基
- 大月（第32話）：親父
- 東洋テレビのAD（第32話）：亀井俊彦
- ドデカブタックに水をかけられた作業員の声（第32話）：矢尾一樹[要出典][注釈 62]
- 吉祥寺龍之介（第33話）：佐藤正宏
- 吉祥寺夫人（第33話）：速水悠乃
- 蔵之助の塾の先生（第33話）：熱田秀男
- おでん屋（第33、40話）：有賀東[46]
- スーパー化粧まわしに取り付かれた老人の声（第33話）：茶風林[要出典][注釈 62]
- 小金井の母（第34話）：夏川さつき
- スーパーキャプテンスティックの声（第35話）：篠原恵美
- 小金井と揉めていた男（第35話）：中川彰
- 主婦（第35話）：谷田川さほ、伊藤真知子
- 国立準一郎（第36話）：草尾毅
- 宮内タカユキ（第36話）：宮内タカユキ（本人）
- TV司会者（第36話）：福田佳弘
- 作業員（第38話）：高尾和男
- シャークラーの秘書（第38話）：矢沢美幸
- スーパー銅像の声（第38話）：瀧本富士子（第38話）
- 高級レストランの店員（第40話）：森山哲治
- キャプテントンボーグが変装したキャディ（第40話）：渡辺るみ
- CMの監督（第41話）：武川修三
- AD（第41話）：原隆俊
- キャプテントンボーグが変装した火消し人（第41話）：山岡一
- 北京原人・ケンジ[注釈 63]（第42話）：小野賢章
- 主婦（第43話）：今野ひろみ
- 巫女（第44話）：畠山美穂
- 花咲かず沼の村娘（第45話）：安藤希
- トビマスカイの担当医（第46話）：窪園純一
- コブランダーたちが泥棒に入った家の家政婦（第47話）：山口詩史
- 明の母（第47話）：安満敏子
- 朝日ゼミナールの生徒（第47話）：小池孝明、松本伸夫、鈴木秀範
- 女子高生（第47話）：平林美穂、長南絵美
- 円の祖父（第48話）：入江正徳
- 幼い頃の円（第48話）：平井みき
- 親方（第49話）：高尾和男
- 国分寺夢子（第50話）：藤本恭子
- チョコ天使（第50話）：市川麻里菜
- 高校生（第51話）：狩野元樹、佐藤正広
- スターマインド（第51、52話）：ラッキィ池田[注釈 64]
- スターマインドの声（第52話）：鈴木琢磨（スターマインドS）

### スーツアクター
最終回のエンディングクレジットではトビマスカイ以外のビーロボ9体とキャプテントンボーグの担当が表示された。
クワジーロ（ノーマルモード）を担当した小倉敏博は本作品が初のレギュラーであった。
- カブタック（ノーマル）[出典 6]：田邊智恵
- カブタック（スーパー）[出典 7]、ドデカブタック[9]：日下秀昭
- クワジーロ（ノーマル）[出典 8]：小倉敏博
- クワジーロ（スーパー）[47][20]：的場耕二
- テントリーナ[47][52]：橋本恵子
- コブランダー（ノーマル）[47][49]：大林勝
- コブランダー（スーパー）[出典 9]、キャプテントンボーグ[出典 10]：今井靖彦
- ガニラン（ノーマル）[47][56]：渡辺実
- ガニラン（スーパー）[47]：宮崎剛
- スパイドン（ノーマル）[47]：藤本幸太郎
- スパイドン（スーパー）[出典 11]：福沢博文
- ダンゴロン（ノーマル）[47]：秋本雅彦
- ダンゴロン（スーパー）[47]：大藤直樹
- ゲロタン（ノーマル）[47]：水谷健
- シャークラー（ノーマル）[47]：藤田健次郎
- シャークラー（スーパー）[47]、トンデモジョーズ[47]：武智健二
- スターマインドS[58]：白井雅士

## スタッフ
メインプロデューサーの日笠淳、脚本の宮下隼一や扇澤延男、演出の石田秀範らを除き、主要なスタッフに関しては大きな入れ替えが行われた。
その一環として、メタルヒーローシリーズではレスキューポリスシリーズへの参加経験を持つ山田隆司、そして新たに西園悟と浦沢義雄がシリーズ初参加を果たしている。また演出陣も前出の石田を除いて完全に一新され、『激走戦隊カーレンジャー』よりスライドする形で坂本太郎、渡辺勝也が起用された他、日笠との長い付き合いである岩原直樹、さらに終盤より参加の諸田敏が新たに名を連ねている。
この他、前3作の特撮監督だった尾上克郎に代わり、スーパー戦隊シリーズと兼任という形で佛田洋が本作品の特撮監督に起用され、尾上はデジタルエフェクトに回った。
- プロデューサー：上田めぐみ（テレビ朝日）、日笠淳、丸山真哉（東映）
- 原作：八手三郎
- 連載：テレビマガジン、たのしい幼稚園、てれびくん、幼稚園
- 脚本：山田隆司、西園悟、浦沢義雄、扇澤延男、宮下隼一
- 音楽：石田勝範
- アクション監督：J・ムラカミ（ジャパンアクションクラブ）
- 監督：坂本太郎、渡辺勝也、石田秀範、岩原直樹、諸田敏
- 撮影：松村文雄、小泉貴一
- 照明：吉岡伝吉、斉藤久、高橋道夫
- 美術：大嶋修一
- 録音：太田克己
- 編集：菅野順吉
- 計測：岡部正治、小泉貴一、内田正司、相葉実
- 記録：深沢いづみ、吉田由香、栗原節子、斉藤能子、森みどり、水平富喜子
- 選曲：金成謙二
- 音響効果：大野義彦（大泉音映）
- 助監督：岩原直樹、加藤弘之、諸田敏、鈴村展弘、目黒圭一
- 進行：東正信、加藤誠、富田幸弘、有沢広己
- プロデューサー補：小泉友与志
- 制作事務：石垣紘一
- 制作担当：沼尾和典
- 操演：羽鳥博幸、宇田川幸夫、寺門勇
- 美粧：奥村弘子、佐藤泰子、福居真紀子（サンメイク）
- 衣裳：川井貴子、星真由美（東京衣裳新社）
- 装置：内田太郎（紀和美建）
- 装飾：鈴木堅忍、中村豊、佐藤信夫（大晃商会）
- 撮影助手：倉田幸治、岡部正浩、相葉実
- 照明助手：森野茂樹、千葉靖夫、高橋一彦
- 編集助手：菊地健一
- ミニチュア造型：（有）東陽モデル、（有）ミューロン
- 企画協力：企画者104
- キャラクターデザイン：岡本英郎、マイケル原腸、原田吉朗、大畑晃一、河野成寛、プレックス
- イラスト：野口竜、岡本英郎、スタジオメルファン
- 造型：前澤範（レインボー造型企画）
- キャラクター製作：レインボー造型企画
- 視覚効果：沖満、松岡勇二
- デジタル合成：大谷喜朋（日本映像クリエイティブ）
- ネガ編集：長田直樹
- 現像：東映化学 ファインネガ・ビデオシステム
- 北京原人製作：江川悦子(42話)
- 広報：鈴木かおり、栗井淳（テレビ朝日）
- 衣裳協力：FIGARO Paris、渋谷フロンティア
- 撮影協力：横浜八景島シーパラダイス、アウトレットモール・リズム、デックス東京ビーチ、浦和日本美術、浦和古美術天正堂、辻クッキングスクール、外環ラーメン、中国家庭料理寿楽、むさしの村、川口市立グリーンセンター、烏山町龍門の滝、秩父ミューズパーク、松本市、テクノウェイブ100、石坂ゴルフ倶楽部、リリパピタ 東京ガリバー、美女木ゴルフセンター、シーバンス ア・モール、イタリアンレストラン ロニオン、多摩テック、埼玉県 聖天宮、一龍屋台村、新潟ロシア村、SATY清瀬店、セラヴィリゾート泉郷、富士見高原リゾート、滝沢牧場、GARDEN RESTAURANT 四季亭、KPS、氷川キャンプ村、八生建設、牛久大仏、住宅・都市整備公団、タナボウル、リリパピタ東大宮店、所沢市民文化センター ミューズ、快適住宅JUKEN、ブルーハイウェイライン、M＆Iコーポレーション、割烹大倉、東京マリンスイミング、大宮ソニックシティ、小山市乙女八幡神社、よこはまコスモワールド、栃木市総合運動公園[注釈 66]、佐野国際情報短期大学、戸田市文化会館、関越ハイランドゴルフクラブ、東伏見稲荷神社、ダイキン工業MEC研究所、東京国際情報ビジネス専門学校、登谷高原牧場、両神村神怡舘、朝霞博栄産業、オールドサラブレッズ、朝霞古美術天正堂、川口市立グリーンセンター アイススケート場
- 特撮：特撮研究所
  - 操演：鈴木昶、阿部匠
  - 撮影：中根伸治
  - 照明：林方谷
  - 美術：木植健次
- 特撮監督：佛田洋
- デジタルエフェクト：尾上克郎
- 制作：テレビ朝日、東映、ASATSU

## 主題歌・挿入歌
オープニングテーマ「清く正しくカブタック」
作詞：八手三郎 / 作曲・編曲：石川恵樹 / 歌：草尾毅
第1、7話のみオープニング前にアバンタイトルが挿入された。また、第33、37話で一部映像が変更された。
劇中では第7、21、23、29、48、52話で歌唱版、第1、3、4、5、10 - 12、14、15 - 17、19、21、30、31、34、38、40 - 45、49 - 51話でインストゥルメンタル版が使用された。
- 冒頭で現れるビーロボのイラストは助監督の目黒圭一によるもの。

エンディングテーマ「逆転ロックンロール!!」
作詞：大賀玉之輔 / 作曲・編曲：MASAKI / 歌：草尾毅
第16、33話で一部映像が変更された。
劇中では第2話でインストゥルメンタル版、第6話では正寅の演奏という設定でカラオケ版にギターの音色を被せた音源が使用された。
最終回では主要登場人物のその後やエジプトへと旅立ったビーロボたちが銀河古文書の発掘を行っている様子が描かれ、最後にカブタックのメッセージで物語が締めくくられた。
挿入歌
「大追跡！ 〜スターピースを追いかけろ〜」 （第21、31話）
作詞：前田耕一郎 / 作曲・編曲：石川恵樹 / 歌：水木一郎 / コーラス：ザ・カインズ
第21話ではインストゥルメンタル版と併用された。
「カブタック音頭」 （第22、24、34話）
作詞：前田耕一郎 / 作曲・編曲：石川恵樹 / 歌：草尾毅
第36話では前奏のみが使用された。
「さばきの雷 〜キャプテントンボーグのテーマ〜」 （第51話）
作詞：大賀玉之輔 / 作曲：渡辺宙明 / 編曲：石田勝範 / 歌：串田アキラ
第29話ではインストゥルメンタル版が使用された。
「ビーロボはぼくらの仲間」（第29、51話）
作詞：山田隆司 / 作曲・編曲：樫原伸彦 / 歌：草尾毅
Vシネマ『クリスマス大決戦!!』ではエンディングテーマとして使用された。
第36話ではカラオケ版が使用された。
「スーパーチェンジ！ カブタック」 （第32、36、37話）
作詞：草尾毅 / 作曲：渡辺宙明 / 編曲：石田勝範 / 歌：草尾毅 / 台詞：二見一樹
第36話では草尾演じる国立準一郎が歌唱する劇中歌として使用された。
Vシネマ『クリスマス大決戦』でも使用された。
第44話ではインストゥルメンタル版が使用された。
「DO UP!! カブタック！」（第36、49話）
作詞：大賀玉之輔 / 作曲・編曲：石川恵樹 / 歌：石田よう子
アイキャッチとして前奏の一部が使用されている。
第1、24、52話ではインストゥルメンタル版が使用された。
「ああ、スターピース」（第36話）
作詞：西園悟 / 作曲・編曲：石川恵樹 / 歌：宮内タカユキ
第29話ではインストゥルメンタル版が使用された。
第36話では宮内が本人役で出演し、本曲を歌唱した。
「Super Dream 13」（第9話）
作詞：土生京子 / 作曲・編曲：伊藤浩樹 / 歌：串田アキラ
第 2、5、10、23、25、29、32話およびVシネマ『クリスマス大決戦』ではインストゥルメンタル版が使用された。
上記の他、第36話では蔵之助と小百合が「渚にまつわるエトセトラ」、ゲロタンが「かえるのうた」、譲が「手のひらを太陽に」を歌唱するシーンが存在し、また、第13話で「夕焼け小焼け」、第17話で「これが私の生きる道」、第27話で「金毘羅船々」、第48話で「鬼のパンツ」が使用された。

## 放送日程
| 放送日          | 放送回 | サブタイトル         | 脚本     | 監督     | 登場スーパーグッズ                                     | 対決タイトル （対決内容）                                                                                       | 勝者                                 | スターピースの星座                                                          |
| --------------- | ------ | -------------------- | -------- | -------- | ------------------------------------------------------ | --- | ------------------------------------ | --------------------------------------------------------------------------- |
| 1997年 02月23日 | 1      | よろしくカブー！     | 山田隆司 | 坂本太郎 | スーパートラック スーパー置き時計                      | チクタクボンボン友情なけりゃ地獄を見るぜレース （時計空間でのレース）                                           | カブタックチーム                     | みずがめ座 （トラックの修理）                                               |
| 3月02日         | 2      | メークドラマだカブ   | 西園悟   | 坂本太郎 | スーパー靴                                             | スーパー朝日杯サッカー （サッカー）                                                                             | カブタックチーム                     | （スターピースモドキ）                                                      |
| 3月09日         | 3      | 料理はまごころカブ   | 山田隆司 | 渡辺勝也 | スーパー鍋                                             | 好き好き大好き炎のカレー対決 （カレーライス作り）                                                               | カブタックチーム                     | （スターピースモドキ）                                                      |
| 3月16日         | 4      | ウメ星一本背負い!!   | 西園悟   | 渡辺勝也 | スーパー梅干し壺                                       | 柔らの道は人の道 柔道対決 （柔道）                                                                              | カブタックチーム                     | うお座 （割れた壺を修復）                                                   |
| 3月23日         | 5      | 追跡!! 酒飲みタイヤ  | 西園悟   | 石田秀範 | スーパータイヤ                                         | リタイヤするまで追いかけろ！ タイヤ追跡競争 （タイヤ追跡）                                                      | カブタックチーム                     | （スターピースモドキ）                                                      |
| 3月30日         | 6      | 浮気探偵カブタック   | 山田隆司 | 石田秀範 | スーパーギター                                         | ロックロック、ロックこそが我が命 三番勝負 （年齢当て、ウイスキー早飲み、ロッククライミング）                    | カブタックチーム                     | （スターピースモドキ）                                                      |
| 4月06日         | 7      | 弱り目にタタリじゃ   | 浦沢義雄 | 坂本太郎 | スーパー賽銭箱                                         | 花のお江戸で腕試し、御前試合三番勝負 （江戸武器対決）                                                           | カブタックチーム                     | （スターピースモドキ）                                                      |
| 4月13日         | 8      | 幸せの赤いポスト     | 扇澤延男 | 坂本太郎 | スーパーポスト                                         | 君に贈ろう幸せを 対決 （不幸な人を助ける）                                                                      | コブランダーチーム                   | （スターピースモドキ）                                                      |
| 4月20日         | 9      | 飛びますトビマス!!   | 山田隆司 | 渡辺勝也 | スーパーバス                                           | めざせ!!明日のドリームチーム スーパーバスケット対決 （バスケットボール）                                        | カブタックチーム                     | （スターピースモドキ）                                                      |
| 4月27日         | 10     | 夕陽に消える怪獣     | 西園悟   | 渡辺勝也 | スーパー怪獣                                           | 街を守れ！ビーロボ軍団！ （スターピースを怪獣から奪還する）                                                     | カブタック                           | おひつじ座 （カスケードンに壊された街を修復）                               |
| 5月04日         | 11     | 鯉のぼり五月場所!!   | 浦沢義雄 | 岩原直樹 | スーパー柏餅 スーパー鯉のぼり                          | 心技体、強く育てよ子供の日 相撲対決 （相撲）                                                                    | 高円寺譲                             | （スターピースモドキ）                                                      |
| 5月11日         | 12     | お掃除ふたりぼっち   | 西園悟   | 岩原直樹 | スーパー掃除機                                         | 明日はどっちがチャンピオン？拳で語れ男の情熱！ （ボクシング）                                                   | カブタックチーム                     | （スターピースモドキ）                                                      |
| 5月18日         | 13     | 問答無用怒りの鉄拳   | 山田隆司 | 石田秀範 | スーパーチョーク                                       | 何が出るか分からない 恐怖のルーレット対決 （しりとり、剣道）                                                    | カブタックチーム                     | （スターピースモドキ）                                                      |
| 5月25日         | 14     | 星に届けボクの初恋   | 山田隆司 | 石田秀範 | スーパー空き缶 スーパージョウロ                        | 何が出るかな、ルーレット三本勝負 （綱引き、しりとり、剣道）                                                     | カブタックチーム                     | おうし座 （東京の星空を綺麗に見せる）                                       |
| 6月01日         | 15     | なぞなぞミイラの謎   | 宮下隼一 | 坂本太郎 | スーパーミイラ                                         | スフィンクスなぞなぞ対決 （なぞなぞ）                                                                           | カブタックチーム                     | （スターピースモドキ）                                                      |
| 6月08日         | 16     | 美味しい仲間新登場   | 西園悟   | 坂本太郎 |                                                        | 第1回ダンゴロン争奪 ダンゴでゴーゴー！団子食い競争 （団子食いっぷり）                                           | 中野美樹                             | ―                                                                           |
| 6月15日         | 17     | 友情の百人組手!!     | 西園悟   | 渡辺勝也 | スーパー下駄箱                                         | 一撃必殺！十人十色！百人まとめてぶっ飛ばせ！対決 （百人組手）                                                   | カブタック                           | （スターピースモドキ）                                                      |
| 6月22日         | 18     | 迷惑博士の大予言     | 扇澤延男 | 渡辺勝也 | スーパー予言書                                         | 僕も私もウィリアム・テル キョーフの弓矢対決 （弓矢）                                                            | カブタックチーム                     | （スターピースモドキ）                                                      |
| 6月29日         | 19     | 潜入!! 踊り子少年隊  | 浦沢義雄 | 石田秀範 | スーパーシャンプー                                     | プロレス対決60分一本勝負 （プロレス）                                                                           | カブタックチーム                     | （スターピースモドキ）                                                      |
| 7月06日         | 20     | 仲間割れ真剣勝負!!   | 山田隆司 | 石田秀範 | スーパーマネキン                                       | たまには見たいよガチンコ勝負 お笑い排除の空手対決 （空手）                                                      | カブタック・スパイドン・譲チーム     | かに座 （ガニランのけがの治療）                                             |
| 7月13日         | 21     | 恋するかたつむり     | 浦沢義雄 | 岩原直樹 | スーパーてるてるぼうず スーパー梅雨雲 スーパーあじさい | 向こうの山の麓までどちらが先に行けるのか 朝日市縦断大マラソン対決 （マラソン）                                  | カブタック                           | （スターピースモドキ）                                                      |
| 7月20日         | 22     | 水着でアタックNo.1   | 西園悟   | 岩原直樹 | スーパー標本箱                                         | 囚われの王子を救え！レスキュー対決 （ビーチバレー）                                                             | なし                                 | てんびん座 （23話にて正寅に冷たい水を補給）                                 |
| 7月27日         | 23     | 炎のエースをねらえ   | 西園悟   | 岩原直樹 | スーパーファイヤー                                     | コートでは二人きりよ エースをねらえ！対決！ （テニス）                                                          | カブタックチーム                     | てんびん座 （23話にて正寅に冷たい水を補給）                                 |
| 8月03日         | 24     | パパの釣りバカ日誌   | 山田隆司 | 坂本太郎 | スーパー網                                             | 魚釣ってるも足つるな！大きい事はいい事だ！ 釣り対決 （磯釣り）                                                  | 吉祥寺蔵之助                         | （スターピースモドキ）                                                      |
| 8月10日         | 25     | 男は黙って全力疾走   | 宮下隼一 | 坂本太郎 | スーパー電話                                           | 伝えてよ、友情の伝言。 女子高生に負けるなベルメッセージ対決 （ベルメッセージ伝言レース）                        | クワジーロ                           | （スターピースモドキ）                                                      |
| 8月17日         | 26     | 幽霊はスイカ好き     | 浦沢義雄 | 石田秀範 | スーパーお墓                                           | 昔なつかし縁日真剣3本勝負 （射的、輪投げ、金魚すくい）                                                          | カブタックチーム                     | （スターピースモドキ）                                                      |
| 8月24日         | 27     | 宿題はギャング退治   | 扇澤延男 | 石田秀範 | スーパー紙飛行機                                       | とにかく引っぱれ修羅しゅしゅしゅ対決 （修羅牽引レース）                                                         | ギャングチーム                       | （スターピースモドキ）                                                      |
| 8月31日         | 28     | サメロボは歯が命!?   | 山田隆司 | 石田秀範 | スーパー電車                                           | ホンジャマカ、なんでそんなに強いの？ 教えてエアホッケー対決 （エアホッケー→柔道）                               | シャークラー・ダンゴロンチーム       | （スターピースモドキ）                                                      |
| 9月07日         | 29     | 大公開ビーロボの謎   | 山田隆司 | 岩原直樹 | スーパーローラーブレード                               | 即戦即決サイコロ一発勝負 （サイコロの目の数の多さ）                                                             | カブタック                           | おとめ座 （寅彦を短時間だけ呼び出す）                                       |
| 9月14日         | 30     | 飛び出せ 新必殺技!!  | 山田隆司 | 岩原直樹 | スーパーポップコーン製造器                             | プロレスタッグマッチ無制限一本勝負 （プロレス）                                                                 | カブタック&コブランダーチーム        | （スターピースモドキ）                                                      |
| 9月21日         | 31     | 襲来!! 巨大ジョーズ  | 西園悟   | 坂本太郎 | スーパービートバン                                     | 押したら負けだよ引いてみな！ 怒涛の綱引き対決 （綱引き）                                                        | カブタックチーム                     | いて座 （ドデカブタックを誕生させる）                                       |
| 9月28日         | 32     | 凄いぞ!! ドデカ対決  | 西園悟   | 坂本太郎 | スーパー釣り竿                                         | あなたの人生綱渡り！ 私のご飯はツナばかり 綱引き対決 （綱引き）                                                 | カブタック                           | （スターピースモドキ）                                                      |
| 10月05日        | 33     | 完熟!! 赤い審判魂    | 宮下隼一 | 石田秀範 | スーパーまわし                                         | はっけよいよい相撲対決朝日場所！ （相撲）                                                                       | カブタック                           | （スターピースモドキ）                                                      |
| 10月12日        | 34     | 愛情の鬼ババ抜き     | 浦沢義雄 | 石田秀範 | スーパー漬け物石                                       | 虎も屁をしてトランプ〜 秋のトランプ対決勝ち抜き3本勝負 （神経衰弱、7並べ、ババ抜き）                            | 小金井太郎                           | （スターピースモドキ）                                                      |
| 10月19日        | 35     | 秋のビーロボ運動会   | 山田隆司 | 渡辺勝也 | スーパーキャプテンスティック                           | ビーロボ大運動会 （大運動会）                                                                                   | カブタックチーム （白組）            | （スターピースモドキ）                                                      |
| 10月26日        | 36     | 歌合戦だ!! 全員集合  | 西園悟   | 渡辺勝也 | スーパーくす玉                                         | コブシが唸るぜ風切るぜ！のど自慢対決 （歌合戦）                                                                 | 高円寺譲                             | ふたご座 （37話でテントリーナが自分の豊胸のために譲から奪い、勝手に使った） |
| 11月16日        | 37     | 名推理!! KTの秘密    | 西園悟   | 岩原直樹 | スーパー洋館                                           | 第一回真犯人決定 じっちゃんの名にかけて犯人はお前だ！対決 （カード収集）                                        | テントリーナ（犯人）                 | ふたご座 （37話でテントリーナが自分の豊胸のために譲から奪い、勝手に使った） |
| 11月23日        | 38     | 暴走!! 勤労感謝の日  | 宮下隼一 | 岩原直樹 | スーパー銅像                                           | 予感的中男の勝負 勝ち抜きバトルロイヤル （格闘勝ち抜き戦）                                                      | カブタック                           | （スターピースモドキ）                                                      |
| 11月30日        | 39     | カエル忍法冬眠の術   | 浦沢義雄 | 坂本太郎 | スーパー大福                                           | 七転び八起きにはまったく関係ないが だるまさんがころんだ対決 （だるまさんがころんだ）                            | 引き分け                             | （スターピースモドキ）                                                      |
| 12月07日        | 40     | 抱腹絶倒ゴルフ対決   | 山田隆司 | 坂本太郎 | スーパーゴルフセット                                   | タイガー・ウッズもびっくり抱腹絶倒ゴルフマッチ （ゴルフ）                                                       | シャークラー・正寅チーム             | （スターピースモドキ）                                                      |
| 12月14日        | 41     | 偽者カブタック出現   | 西園悟   | 石田秀範 | スーパーカメラ                                         | 火消しと言っても野球じゃないよ ファイヤーストッパー対決 （火消し競争）                                          | ゲロタン                             | （スターピースモドキ）                                                      |
| 12月21日        | 42     | 北京原人パニック!!   | 宮下隼一 | 石田秀範 | スーパー図鑑                                           | 原始時代だ、石投げだ 天まで飛ばせ、砲丸投げ！ （砲丸投げ）                                                      | カブタック                           | （スターピースモドキ）                                                      |
| 12月28日        | 43     | お嬢の福引き必勝法   | 山田隆司 | 渡辺勝也 | スーパー福引き器                                       | 年末宝くじも有馬記念競馬も外れたが、すべてを忘れて締めくくれ！ 年忘れ餅つき対決 （餅つき競争）                  | コブランダーチーム                   | （スターピースモドキ）                                                      |
| 1998年 01月04日 | 44     | 祝!! 新春凧あげW杯   | 扇澤延男 | 渡辺勝也 | スーパーガランガラン                                   | 新春の空に舞え 落ちたら地獄 ケンカ凧対決 （ケンカ凧）                                                           | カブタック&高円寺譲チーム            | （スターピースモドキ）                                                      |
| 1月11日         | 45     | 人情タイムスリップ   | 浦沢義雄 | 岩原直樹 | スーパーかんざし                                       | まだまだお正月気分ではねつき大会 3本勝負 （はねつき）                                                           | カブタックチーム                     | （スターピースモドキ）                                                      |
| 1月18日         | 46     | 闘病トベマセンカイ   | 西園悟   | 岩原直樹 | スーパーフォーク                                       | 思い込んだら一球入魂！ 恥ずかしいのは三球三振！ 燃える男の野球対決 （野球）                                     | カブタックチーム                     | やぎ座 （トビマスカイの病気の治療）                                         |
| 1月25日         | 47     | 難問奇問カルトクイズ | 山田隆司 | 石田秀範 | スーパー戸板                                           | 山カン、六カン、ピッタシカンカン 勘が冴えれば合格ヨ〜ン ビーロボカブタック・カルトテスト対決 （ビーロボクイズ） | 荻窪明                               | （スターピースモドキ）                                                      |
| 2月01日         | 48     | 福を呼ぶ赤鬼退治     | 西園悟   | 石田秀範 | スーパー鬼お面                                         | 渡る世間に鬼がいっぱい！ おにぎりいっぱい食べたいな 鬼ごっこ対決 （鬼ごっこ）                                   | カブタック                           | （スターピースモドキ）                                                      |
| 2月08日         | 49     | 譲の東大一直線！     | 浦沢義雄 | 諸田敏   | スーパー石焼き芋トラック                               | だるまさん、だるまさん、にらめっこしましょ、笑ったら負けよ、アップップ にらめっこ対決 （にらめっこ）            | カブタック、クワジーロ、テントリーナ | しし座 （人工衛星の落下阻止）                                               |
| 2月15日         | 50     | チョコは男の純情     | 宮下隼一 | 諸田敏   | スーパーチョコ包み紙                                   | 炎と燃えよ、恋心 あのこのハートをゲットしろ 真冬のラブレター対決！ （ラブレター）                               | コブランダー                         | （スターピースモドキ）                                                      |
| 2月22日         | 51     | 審判ロボ意外な正体   | 西園悟   | 坂本太郎 | スーパー金メダル                                       | 華麗なるスケーターズワルツ対決 （トンボーグを捕まえ、メダルを外す）                                             | カブタック                           | へびつかい座 （シャークラーの傷を消す）                                     |
| 3月01日         | 52     | 心に友情あるかぎり   | 西園悟   | 坂本太郎 |                                                        | 最後の対決に最高の勝負を！ ラグビー対決 （ラグビー）                                                            | ビーロボチーム                       | ―                                                                           |

## 放映ネット局
| 放送対象地域  | 放送局             | 系列                          | 備考         |
| ------------- | ------------------ | ----------------------------- | ------------ |
| 関東広域圏    | テレビ朝日         | テレビ朝日系列                | 制作局       |
| 北海道        | 北海道テレビ       | テレビ朝日系列                |              |
| 青森県        | 青森朝日放送       | テレビ朝日系列                |              |
| 岩手県        | 岩手朝日テレビ     | テレビ朝日系列                |              |
| 宮城県        | 東日本放送         | テレビ朝日系列                |              |
| 秋田県        | 秋田朝日放送       | テレビ朝日系列                |              |
| 山形県        | 山形テレビ         | テレビ朝日系列                |              |
| 福島県        | 福島放送           | テレビ朝日系列                |              |
| 新潟県        | 新潟テレビ21       | テレビ朝日系列                |              |
| 長野県        | 長野朝日放送       | テレビ朝日系列                |              |
| 山梨県        | テレビ山梨         | TBS系列                       |              |
| 静岡県        | 静岡朝日テレビ     | テレビ朝日系列                | [ 注釈 73 ]  |
| 富山県        | チューリップテレビ | TBS系列                       | [ 注釈 74 ]  |
| 石川県        | 北陸朝日放送       | テレビ朝日系列                |              |
| 福井県        | 福井放送           | 日本テレビ系列 テレビ朝日系列 |              |
| 中京広域圏    | 名古屋テレビ       | テレビ朝日系列                |              |
| 近畿広域圏    | 朝日放送           | テレビ朝日系列                | [ 注釈 75 ]  |
| 島根県 鳥取県 | 山陰放送           | TBS系列                       |              |
| 広島県        | 広島ホームテレビ   | テレビ朝日系列                |              |
| 山口県        | 山口朝日放送       | テレビ朝日系列                |              |
| 香川県 岡山県 | 瀬戸内海放送       | テレビ朝日系列                |              |
| 愛媛県        | 愛媛朝日テレビ     | テレビ朝日系列                |              |
| 高知県        | テレビ高知         | TBS系列                       | 途中打ち切り |
| 徳島県        | 四国放送           | 日本テレビ系列                |              |
| 福岡県        | 九州朝日放送       | テレビ朝日系列                |              |
| 長崎県        | 長崎文化放送       | テレビ朝日系列                |              |
| 熊本県        | 熊本朝日放送       | テレビ朝日系列                |              |
| 大分県        | 大分朝日放送       | テレビ朝日系列                |              |
| 鹿児島県      | 鹿児島放送         | テレビ朝日系列                |              |
| 沖縄県        | 琉球朝日放送       | テレビ朝日系列                |              |

## 映像ソフト化
以下のオリジナルビデオも含め、いずれも発売元は東映ビデオ。
- ビデオ（VHS、セル・レンタル共通）は1998年3月 - 1999年2月にかけて全12巻がリリースされた。
- テレビシリーズを再編集したHEROクラブのビデオが全3巻リリースされている。

## オリジナルビデオ
『ビーロボカブタック クリスマス大決戦!!』（1997年12月12日発売）
本作品のオリジナルビデオ作品。『重甲ビーファイター』よりブルービート、『ビーファイターカブト』よりビーファイターカブトも客演している。
『テツワン探偵ロボタック&カブタック 不思議の国の大冒険』（1998年12月11日発売）
『テツワン探偵ロボタック』のオリジナルビデオ作品。本作品よりカブタックが登場。

## 教育映画
教育映画『カブタックの交通安全』が1998年に制作された。15分の短編で、交通安全について学ぶ内容となっている。
一部のレギュラーキャラ（カブタック、譲、小百合、コブランダー、ガニラン、スパイドン、ゲロタン、キャプテントンボーグ（赤トンボバージョン））とスターピースが信号機に取り付いた「スーパー赤信号」が登場し、テレビシリーズと同様にカブタックチームとコブランダーチームがスターピースをかけて勝負を繰り広げるといったストーリーが展開される。
2022年9月21日から30日まで実施される「令和4年秋の全国交通安全運動」に併せ、同年9月17日から30日まで東映特撮YouTube Officialにて、同作品の配信が実施された。

### キャスト（教育映画）
全て役名は未表記。
- 二見一樹
- 小出由華
- 田邊智恵
- 日下秀昭
- 渡邊実
- 今井靖彦
- 橋本恵子
- 神尾直子
- 小倉敏博
- 松浦俊秀
- 佐々木俊宜
- 矢部敬三
- 新藤奈々子
- 武田滋裕
- 富樫麻紀子
- 小倉裕大

声の出演
- 草尾毅
- 松本大
- 江川央生
- 茶風林
- くまいもとこ
- 郷里大輔

### スタッフ（教育映画）
- 制作：東映株式会社教育映像部
- 企画：鈴木武幸、古知屋正裕
- プロデューサー：日笠淳、丸山真哉、斉藤拓、町井新一
- 原作：八手三郎
- 脚本：西園悟
- 監督：石田秀範
- 撮影：田中美憲
- 照明：吉岡愽吉
- 編集：菅野順吉、長田直樹
- 録音：太田克己
- 選曲：金成謙二
- 効果：大泉音映
- 助監督：鈴村展弘、勝間田匡
- スクリプター：森みどり
- 装飾：小林正樹（大晃商会）
- 衣裳：東京衣裳新社
- メーキャップ：サンメイク
- 進行：下古立知己
- 製作協力：東映テレビプロダクション、日本産業映画センター

## 漫画
- 『てれびくん』 1997年3月号 作画：服部一巳

## 玩具
- 劇中と同じくスーパーチェンジができるビーロボの玩具『スーパーチェンジシリーズ』 が発売された。

## CS放送・ネット配信
CS放送
- 東映チャンネル…2009年4月 - 10月（「GO! GO! ヒーローズ」枠）

ネット配信
- 東映特撮 YouTube Official…2017年5月28日 - 11月26日、2021年8月20日 - 2022年2月12日